# Червонець Костянтин Миколайович
Костянтин Миколайович Червонець (нар. 20 квітня 1988) — український військовослужбовець, майор 25 ОПДБр Збройних сил України, учасник російсько-української війни. Повний лицар ордена Богдана Хмельницького.

## Життєпис
Костянтин Червонець народився 20 квітня 1988 року.
2009 року закінчив Національну академію сухопутних військ імені гетьмана Петра Сагайдачного.
Командир батареї 25-ї окремої повітрянодесантної бригади Збройних сил України. Брав участь в бойових діях за Слов'янськ, Дебальцеве, Вуглегірськ, Шахтарськ, Нижня Кринка Донецької области.

## Нагороди
- орден Богдана Хмельницького I ступеня (13 січня 2023) — за особисту мужність і самовідданість, виявлені у захисті державного суверенітету та територіальної цілісності України, вірність військовій присязі[2].
- орден Богдана Хмельницького II ступеня (15 червня 2022) — за особисту мужність і самовіддані дії, виявлені у захисті державного суверенітету та територіальної цілісності України, вірність військовій присязі[3].
- орден Богдана Хмельницького III ступеня (5 липня 2017) — за особисту мужність, виявлену у захисті державного суверенітету і територіальної цілісності України, самовіддане виконання військового обов’язку та з нагоди річниці визволення м. Слов’янськ від незаконних збройних формувань[4].

## Військові звання
- майор, підполковник
- капітан.